# جون مارتن (سائق سباق)
جون مارتن (بالإنجليزية: John Martin)‏ هو سائق سباق أسترالي، ولد في 8 يوليو 1984 في غوسفورد في أستراليا.

## وصلات خارجية
- جون مارتن على موقع Racing-Reference.info (الإنجليزية)
- جون مارتن على موقع DriverDB.com (الإنجليزية)